# Michałowice (Piechowice)
Michałowice (niem. Kiesewald) – część Piechowic, powstała jako wieś w połowie XVII wieku. Według legendy została założona przez trzech braci Michałów – uciekinierów religijnych z Czech.
W latach 1891–1937 na wys. 650 m n.p.m. funkcjonowała tu opadowa stacja meteorologiczna (średnia roczna suma opadów 950 mm, najwięcej: lipiec 113 mm i czerwiec 103 mm, najmniej: luty 51 mm i marzec 61 mm). 
Miejscowość posiada połączenia autobusowe (obsługiwane przez jeleniogórską komunikację miejską) z Piechowicami oraz Jelenią Górą (przez Jagniątków oraz Sobieszów). Punkt wyjściowy wycieczek na Śnieżne Kotły. 
W Michałowicach funkcjonował prywatny Teatr Nasz, wystawiający cotygodniowe spektakle kabaretowe. Od 1992 roku w Michałowicach swoją siedzibę ma też Stowarzyszenie Teatralne „Teatr Cinema” Zbigniewa Szumskiego. Jednym z artystów mieszkających w Michałowicach jest urodzony w Kolonii polski malarz Paweł Trybalski, reprezentujący nurt surrealizmu i malarstwa metaforycznego. 
Przez Michałowice przechodzą szlaki turystyczne:
- z Piechowic na Przełęcz pod Śmielcem przez Trzy Jawory
- ze Szklarskiej Poręby na Grzybowiec

Punkt wyjściowy na Złoty Widok z platformą widokową oraz Kociołki. W miejscowości znajdował się wyciąg narciarski (użytkowany do lat 80. XX wieku), skocznia narciarska, tor saneczkowy i dwa baseny.
W okolicy istnieje także kilka szlaków rowerowych.